# Glanford Park
Glanford Park – stadion piłkarski, położony w mieście Scunthorpe, Wielka Brytania. 
Oddany został do użytku w 1988 roku. Od tego czasu swoje mecze na tym obiekcie rozgrywa zespół piłkarski Scunthorpe United. Jego pojemność wynosi 9088 miejsc. Rekordową frekwencję zanotowano 22 września 2010 podczas meczu o Puchar Ligi pomiędzy Scunthorpe United a Manchesterem United. Spotkanie obejrzało 9077 widzów.